# Rolands Bulders
Rolands Bulders, né le 12 mars 1965 à Liepāja en Lettonie, est un footballeur international letton, qui évoluait au poste d'attaquant.

## Biographie

### Carrière de joueur
Rolands Bulders dispute deux matchs en Coupe des coupes, et un match en Coupe UEFA,.

### Carrière internationale
Rolands Bulders compte 33 sélections et 4 buts avec l'équipe de Lettonie entre 1992 et 1999. 
Il est convoqué pour la première fois par le sélectionneur national Jānis Gilis pour un match amical contre la Roumanie le 8 avril 1992 (défaite 2-0). Par la suite, le 20 février 1993, il inscrit son premier but en sélection contre la Lituanie, lors d'un match de la Coupe baltique 1993 (défaite 2-1). Il reçoit sa dernière sélection le 8 septembre 1999 contre la Géorgie (2-2).

## Palmarès
- Avec le Kiruna FF
  - Champion de Suède de D3 (D2 Norrland) en 1993

## Statistiques détaillées

### Buts en sélection
Le tableau suivant liste les résultats de tous les buts inscrits par Rolands Bulders avec l'équipe de Lettonie.